# NGC 6772
NGC 6772 – mgławica planetarna położona w gwiazdozbiorze Orła. Została odkryta 21 lipca 1784 roku przez Williama Herschela.